# Sirajuddin ibni Almarhum
Sirajuddin ibni Almarhum Tuanku Syed Putra Jamalullail, (ur. 17 maja 1943 w Arau) – radża Perlisu, najmniejszego ze stanów malezyjskich, od 17 kwietnia 2000. Poprzedni monarcha Harun Putra ibni Almarhum Syed Hassan Jamalullail, zmarł w kwietniu 2000.
Został wybrany na dwunastego Yang di-Pertuan Agong (króla Malezji) w grudniu 2001 przez Zgromadzenie Władców. Pełnił swój urząd do 12 grudnia 2006.
Jest absolwentem brytyjskiej Royal Military Academy w Sandhurst.  

## Odznaczenia
- Wielki Order Króla Tomisława (Chorwacja, 2002)[1]